# Challenger de Burnie 2013
El torneo McDonald's Burnie International 2013 fue un torneo profesional de tenis. Perteneció al ATP Challenger Series 2013. Se disputó su 11.ª edición sobre pistas duras, en Burnie, Australia entre el 28 de enero y el 3 de febrero de 2013.

## Jugadores participantes del cuadro de individuales

### Cabezas de serie
| País                    | Jugador              | Rank1 | Favorito |
| Bandera de China Taipéi | Yen-Hsun Lu          | 61    | 1        |
| Bandera de Canadá       | Peter Polansky       | 183   | 2        |
| Bandera de Australia    | John Millman         | 184   | 3        |
| Bandera de Australia    | Samuel Groth         | 200   | 4        |
| Bandera de Australia    | Brydan Klein         | 217   | 5        |
| Bandera de Australia    | James Duckworth      | 223   | 6        |
| Bandera de Italia       | Alessandro Giannessi | 235   | 7        |
| Bandera de Australia    | John-Patrick Smith   | 237   | 8        |
| ----------------------- | -------------------- | ----- | -------- |

- 1 Se ha tomado en cuenta el ranking del día 14 de enero de 2013.

### Otros participantes
Los siguientes jugadores recibieron una invitación (wild card), por lo tanto ingresan directamente al cuadro principal:
- Jay Andrijic
- Andrew Whittington
- Bradley Mousley
- Harry Bourchier

Los siguientes jugadores ingresan al cuadro principal tras disputar el cuadro clasificatorio:
- Michael Look
- Michael Venus
- Jordan Thompson
- James Lemke

## Jugadores participantes en el cuadro de dobles

### Cabezas de serie
| País                 | Jugador       | País                     | Jugador            | Rank1 | Favorito |
| Bandera de Australia | Brydan Klein  | Bandera de Australia     | Dane Propoggia     | 246   | 1        |
| Bandera de Sudáfrica | Ruan Roelofse | Bandera de Australia     | John-Patrick Smith | 292   | 2        |
| Bandera de Australia | Adam Feeney   | Bandera de Nueva Zelanda | Jose Statham       | 462   | 3        |
| Bandera de Canadá    | Erik Chvojka  | Bandera de Canadá        | Peter Polansky     | 637   | 4        |
| -------------------- | ------------- | ------------------------ | ------------------ | ----- | -------- |

- 1 Se ha tomado en cuenta el ranking del día 14 de enero de 2013.

### Otros participantes
Los siguientes jugadores recibieron una invitación (wild card), por lo tanto ingresan directamente al cuadro principal:
- Harry Bourchier /  Omar Jasika
- Jacob Grills /  Andrew Whittington
- Jay Andrijic /  Bradley Mousley

## Campeones

### Individual Masculino
- John Millman derrotó en la final a  Stephane Robert por 6-2, 4-6, 6-0

### Dobles Masculino
- Ruan Roelofse /  John-Patrick Smith derrotaron en la final a  Brydan Klein /  Dane Propoggia por 6-2, 6-2